# Rio Branco do Sul
Rio Branco do Sul is een gemeente in de Braziliaanse deelstaat Paraná. De gemeente telt 33.142 inwoners (schatting 2009).

## Aangrenzende gemeenten
De gemeente grenst aan Almirante Tamandaré, Bocaiuva do Sul, Castro, Cerro Azul, Colombo en Itaperuçu.